# Parasabella aberrans
Parasabella aberrans är en ringmaskart som först beskrevs av Augener 1926.  Parasabella aberrans ingår i släktet Parasabella och familjen Sabellidae. Inga underarter finns listade i Catalogue of Life.